# تشيت باركر
تشيت باركر (بالإنجليزية: Chet Parker)‏ هو موسيقي أمريكي، ولد في 1891، وتوفي في 1975.